# Diego Ifrán
Diego Ifrán Sala (Cerro Chato, 8 juni 1987) is een Uruguayaans voormalig voetballer die doorgaans speelde als spits. Tussen 2006 en 2017 speelde hij voor diverse clubs in Uruguay, Spanje en Peru. Ifrán speelde in 2007 zijn enige wedstrijd in het Uruguayaans voetbalelftal.

## Clubcarrière
Ifrán speelde tussen 2006 en 2008 bij zijn eerste profclub, Fénix. In 2008 vertrok de aanvaller naar Danubio, waar hij opnieuw twee jaar voor in actie zou komen en hij zevenentwintig doelpunten zou maken in vijfenveertig wedstrijden. Op 13 augustus 2010 tekende de Uruguayaan voor vijf jaar voor Real Sociedad in Spanje. Op 8 juli 2013 raakte Ifrán geblesseerd aan zijn kruisband en hij lag uit de roulatie tot januari van het volgende jaar. Op 12 maart 2014 werd hij voor drie maanden op huurbasis gestald bij Deportivo La Coruña. Het seizoen erop bracht hij op huurbasis door bij Tenerife. In 2015 verliet Ifrán Sociedad voor de derde keer, maar nu definitief. Hij tekende bij Peñarol. Een jaar later verkaste de Uruguayaan naar Sporting Cristal, waar hij zijn handtekening zette onder een eenjarige verbintenis. Na een jaar zette hij een punt achter zijn loopbaan als actief voetballer.

## Interlandcarrière
Ifrán maakte zijn debuut in het Uruguayaans voetbalelftal op 12 september 2007. Op die dag werd een vriendschappelijke wedstrijd tegen Zuid-Afrika met 0–0 gelijkgespeeld. De aanvaller mocht in de basis beginnen en hij speelde het gehele duel mee.

### Gespeelde interlands
| Interlands van Diego Ifrán voor Uruguay | Interlands van Diego Ifrán voor Uruguay | Interlands van Diego Ifrán voor Uruguay | Interlands van Diego Ifrán voor Uruguay | Interlands van Diego Ifrán voor Uruguay | Interlands van Diego Ifrán voor Uruguay |
| №                                       | Datum                                   | Wedstrijd                               | Uitslag                                 | Competitie                              | Goals                                   |
| Als speler bij CA Fénix                 | Als speler bij CA Fénix                 | Als speler bij CA Fénix                 | Als speler bij CA Fénix                 | Als speler bij CA Fénix                 | Als speler bij CA Fénix                 |
| --------------------------------------- | --------------------------------------- | --------------------------------------- | --------------------------------------- | --------------------------------------- | --------------------------------------- |
| 1                                       | 12 september 2007                       | Zuid-Afrika – Uruguay                   | 0 – 0                                   | Vriendschappelijk                       |                                         |